# Stechera
Stechera ist ein Gemeindeteil der Stadt Helmbrechts im Landkreis Hof (Oberfranken, Bayern). Stechera liegt in der Gemarkung Oberweißenbach.

## Geografie
Das Dorf liegt im Tal des Lehstenbaches. Eine Gemeindeverbindungsstraße führt nach Ort zur Staatsstraße 2195 (1,1 km südlich) bzw. nach Lehsten (1 km nordwestlich).

## Geschichte
Der Ort wurde aufgrund des Besitzers der Mühle Hans Steh(ch)er 1533 im entsprechenden Landbuch erwähnt. Technische Relikte sind Gräben und angestaute Teiche, die früher auch bei Niedrigwasser den Mühlenbetrieb gewährleistet haben.
Stechera gehörte teils zur Realgemeinde Kleinschwarzenbach, teils zur Realgemeinde Oberweißenbach. Gegen Ende des 18. Jahrhunderts bestand Stechera aus sechs Anwesen (2 Mühlenhöfe, 1 Höflein, 1 Mühle, 1 Tropfhaus). Die Hochgerichtsbarkeit  stand dem bayreuthischen Stadtvogteiamt Helmbrechts zu. Das Kastenamt Helmbrechts war Grundherr sämtlicher Anwesen.
Von 1797 bis 1810 unterstand Stechera dem Justiz- und Kammeramt Münchberg. Infolge des Ersten Gemeindeedikts wurde Stechera dem 1812 gebildeten Steuerdistrikt Unterweißenbach und der zugleich entstandenen Ruralgemeinde Unterweißenbach zugewiesen, die 1820 vergrößert wurde und wenige Jahre später nach Oberweißenbach umbenannt wurde. Im Zuge der Gebietsreform in Bayern wurde Stechera am 1. Juli 1972 nach Helmbrechts eingemeindet.

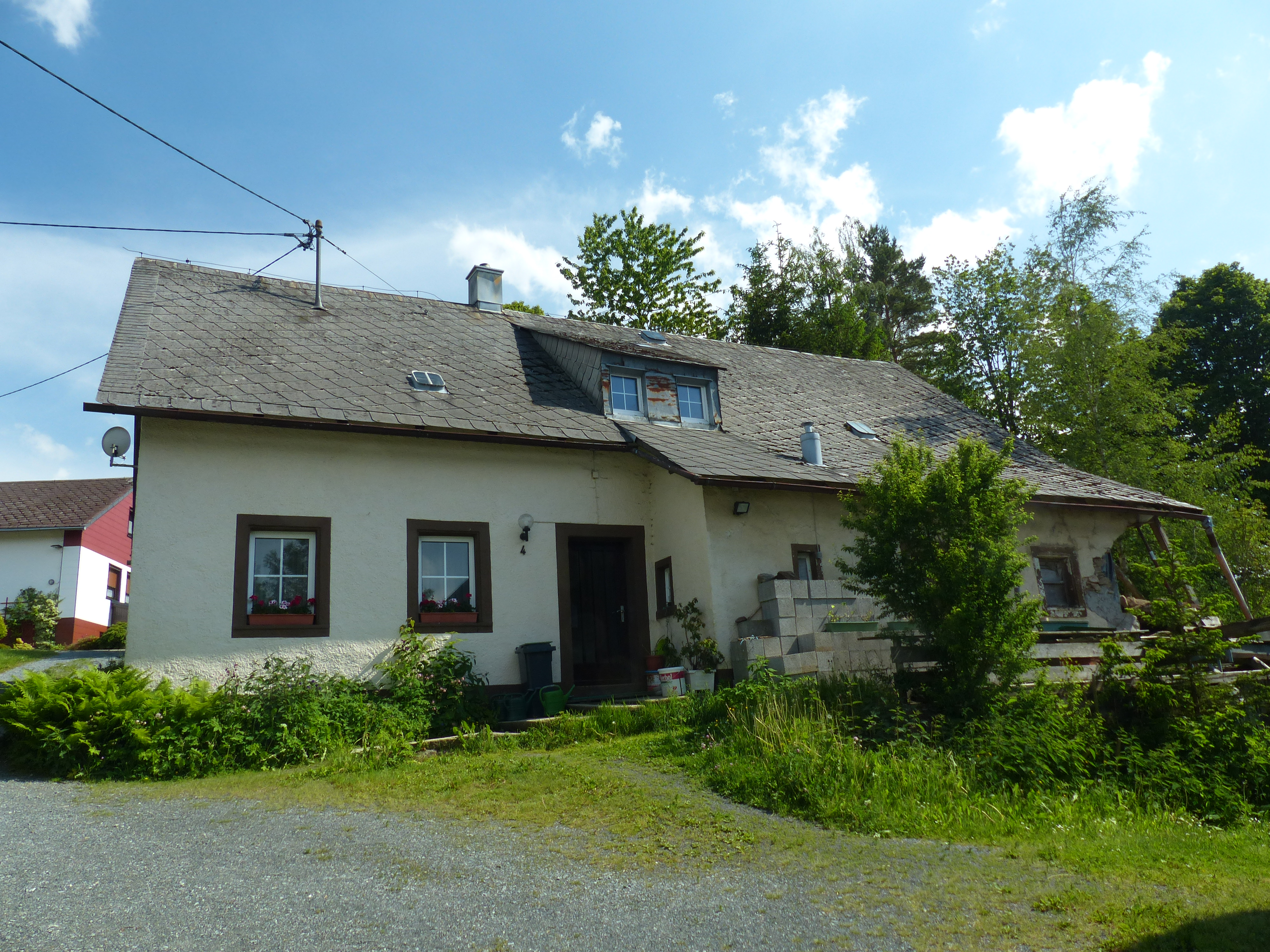
Wohngebäude als Mühlenrest

### Einwohnerentwicklung
| Jahr      | 1812  | 1861   | 1871   | 1885   | 1900   | 1925   | 1950   | 1961   | 1970   | 1987  |
| Einwohner |       | 168    | 141    | 144    | 102    | 80     | 51     | 50     | 40     | 42    |
| Häuser    | 8     |        |        | 17     | 17     | 13     | 13     | 13     |        | 13    |
| Quelle    | [ 7 ] | [ 10 ] | [ 11 ] | [ 12 ] | [ 13 ] | [ 14 ] | [ 15 ] | [ 16 ] | [ 17 ] | [ 1 ] |

## Religion
Stechera ist seit der Reformation evangelisch-lutherisch geprägt und ist bis heute nach St. Johannes der Täufer (Helmbrechts) gepfarrt.